# Fritz Røeds skulpturpark
Fritz Røeds skulpturpark är en norsk skulpturpark i Bryne i Time kommun i Rogaland.
Fritz Røeds skulpturpark, som ligger längs Bryneån, öppnade 2004 med skulpturer av Fritz Røed. Konstnären var själv med och planlade skulpturparken, som är skapad på temat "Ei vise om livet". Tio skulpturer med begrepp som frihet, omsorg, glädje, fred, ofred, hopp och livsglädje.

## Skulpturer
- Gjøgleren
- Pierrot
- Carnevale a Venezia
- Liten cirkushund
- Memento Mori
- Fred
- Omsorg
- Kentaursprånget
- Liten søndagsprinsesse
- Watermusic
- Tofsvipa, skissad av Fritx Røed och slutförd av Skule Wagsvik
- Staty över Arne Garborg, brons, 2001